# آلنکش
آلنکش یک روستا در ایران است که در دهستان سنجبد شمالی واقع شده‌است. آلنکش ۱۹۴ نفر جمعیت دارد.
چشمه های آق بولاق و ساری بولاق
از جاذبه‌های این روستا است.
اکثر اهالی روستا کشاورز و دامدار سنتی هستند.
خرمننر، الماس گولیاز دیگر مناطق دیدنی روستا است. 
طبیعت بکر و کوه‌هایی با حیات وحش منحصر به فرد منطقه از جاذبه‌های النکش است. 
از جمله سوغات این روستا مثل اکثر مناطق روستایی، پنیر و کره و عسل است.